# Stazione di Mortizzuolo
La stazione di Mortizzuolo è stata una fermata ferroviaria posta lungo alla ferrovia Bologna-Verona. Serviva la località di Mortizzuolo frazione dei comuni di Mirandola e San Felice sul Panaro.

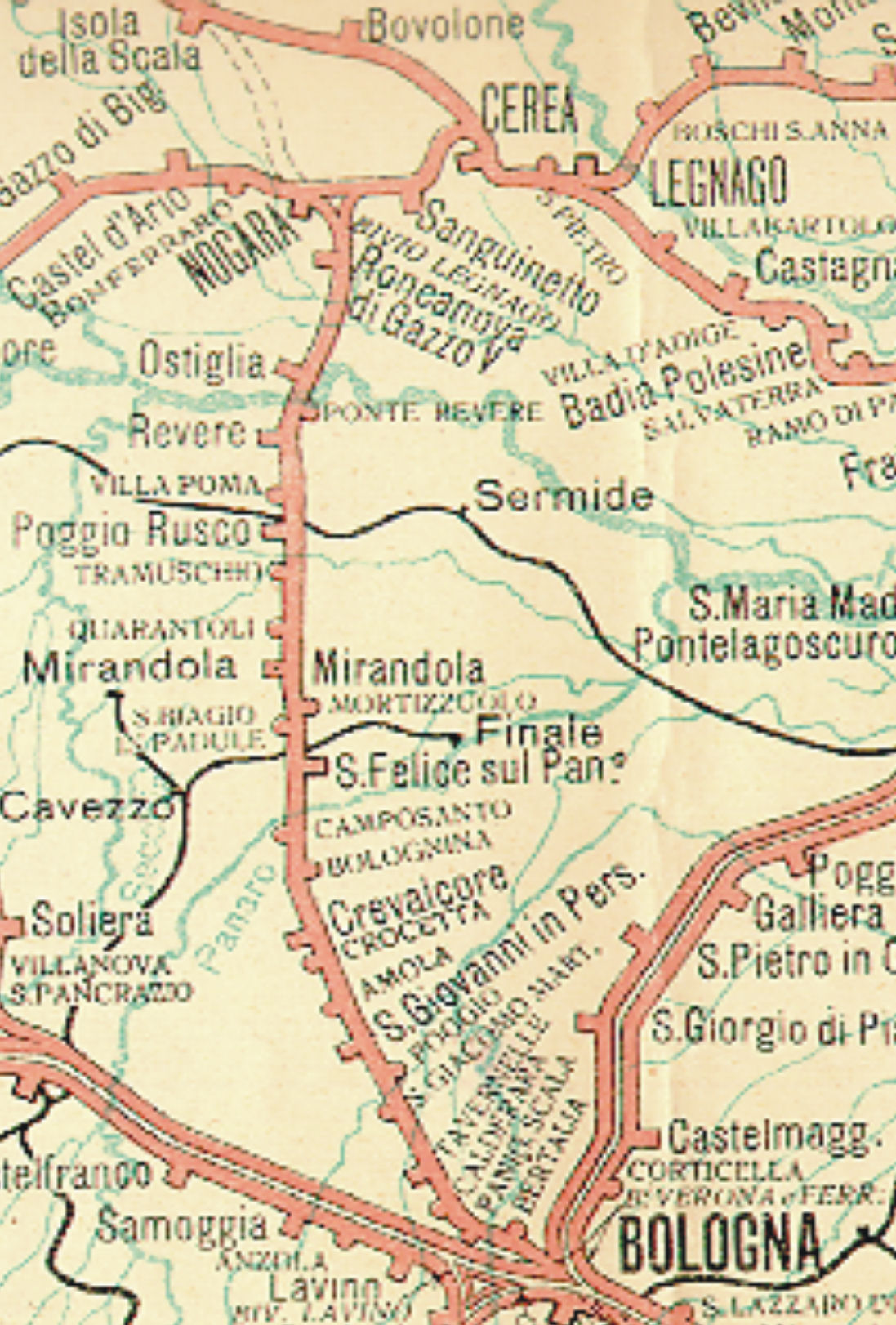
La ferrovia Bologna-Nogara (Verona) in una mappa del 1912